# Sultan
Sultan (arabsko سلطان) je islamski vladarski naslov. Obliki vladavine v državi, kjer vlada sultan, pravimo sultanat.
Prvi vladar z nazivom sultan je bil turški voditelj Mahmud Ghazni (vladal 998–1030). Kasneje je naziv sultan postal običajni naslov vladarjev v Osmanskem cesarstvu in Mameluških vladarjev v Egiptu.
Danes sta edini državi sultanata Oman ter Brunej, poleg tega pa je še nekaj nazivnih sultanov na otoku Mindanao, na Javi in nekaterih malezijskih ter indijskih zveznih državah.